# Парал (Мексико)
Вижте пояснителната страница за други значения на Парал.
Парал (на испански: Parral) е град в Северозападно Мексико, щат Чиуауа. Разположен е на река Парал на 1661 m надморска височина и на 220 km южно от град Чиуауа. Населението му е 104 836 души (по данни от 2010 г.). Основан е през 1631 от Хуан Ранхел де Биесма и дълго време е важен център на добива на сребро.
В Парал е убит революционерът Панчо Виля (1878 – 1923).